# El jurista
El jurista  (en italiano: L'Avvocato) es una pintura al óleo sobre lienzo del el artista italiano Giuseppe Arcimboldo, pintada en 1566. Representa la figura de un miembro de la profesión jurídica, cuyos rasgos faciales están representados por carnes y pescados, y cuyo cuerpo está compuesto por documentos legales. Existen dos versiones del cuadro: la primera, de 1566, pertenece al Museo Nacional de Estocolmo, (adquirida de una colección del Castillo de Gripsholm en 1866), y una versión más reciente está en manos de un coleccionista privado en Milán.
Arcimboldo fue pintor de cámara de Maximiliano II de Habsburgo y ya estaba bien establecido como artista antes de pintar El jurista. Fue conocido por su estilo innovador, en particular por sus retratos en que los sujetos estaban compuestos de objetos cotidianos. Sus pinturas fantásticas e imaginativas prefiguraron un tanto el movimiento surrealista del siglo XX, pero también fueron apreciadas como parte de la tradición manierista de su propio tiempo. Su serie de pinturas, Las cuatro estaciones, que representan las estaciones como una serie de pinturas compuestas de plantas estacionales, fue muy popular, y Arcimboldo también pintó un retrato de Rodolfo II (titulado Vertumno) en el mismo estilo.
Los sentimientos del artista sobre su sujeto en El jurista están claros en la composición: los rasgos de la cara están representados por los huesos desplumados de aves de corral, y la boca desdeñosa por un pescado. No se sabe si el sujeto es una caricatura de la profesión legal en general, o está basado en un jurista verdadero de su tiempo. Se ha sugerido que el jurista alemán Ulrich Zasius podría ser el sujeto; el Museo Nacional de Estocolmo describe el cuadro en su catálogo como El jurista (Ulrich Zasius), pero también se ha sugerido a Calvino. El retrato hecho por Arcimboldo, El bibliotecario (Il Bibliotecario), pintado el mismo año, tiene un aspecto más noble, aunque este retrato ha sido interpretado también como una parodia de la biblioteconomía, los coleccionistas de libros, y el intelectualismo.